# Assemblée nationale (Zimbabwe)
Pour les autres articles nationaux ou selon les autres juridictions, voir Assemblée nationale.
10e législature du Parlement
Nouveau bâtiment du Parlement
L'Assemblée nationale (en anglais : National Assembly) — anciennement la Chambre de l'Assemblée (en anglais : House of Assembly) jusqu'en 2013 — est la chambre basse du parlement du Zimbabwe. Il s'agissait du seul organe législatif du pays de 1989 jusqu'à la fin du mois de novembre 2005, date à laquelle le Sénat a été réintroduit.

## Système électoral

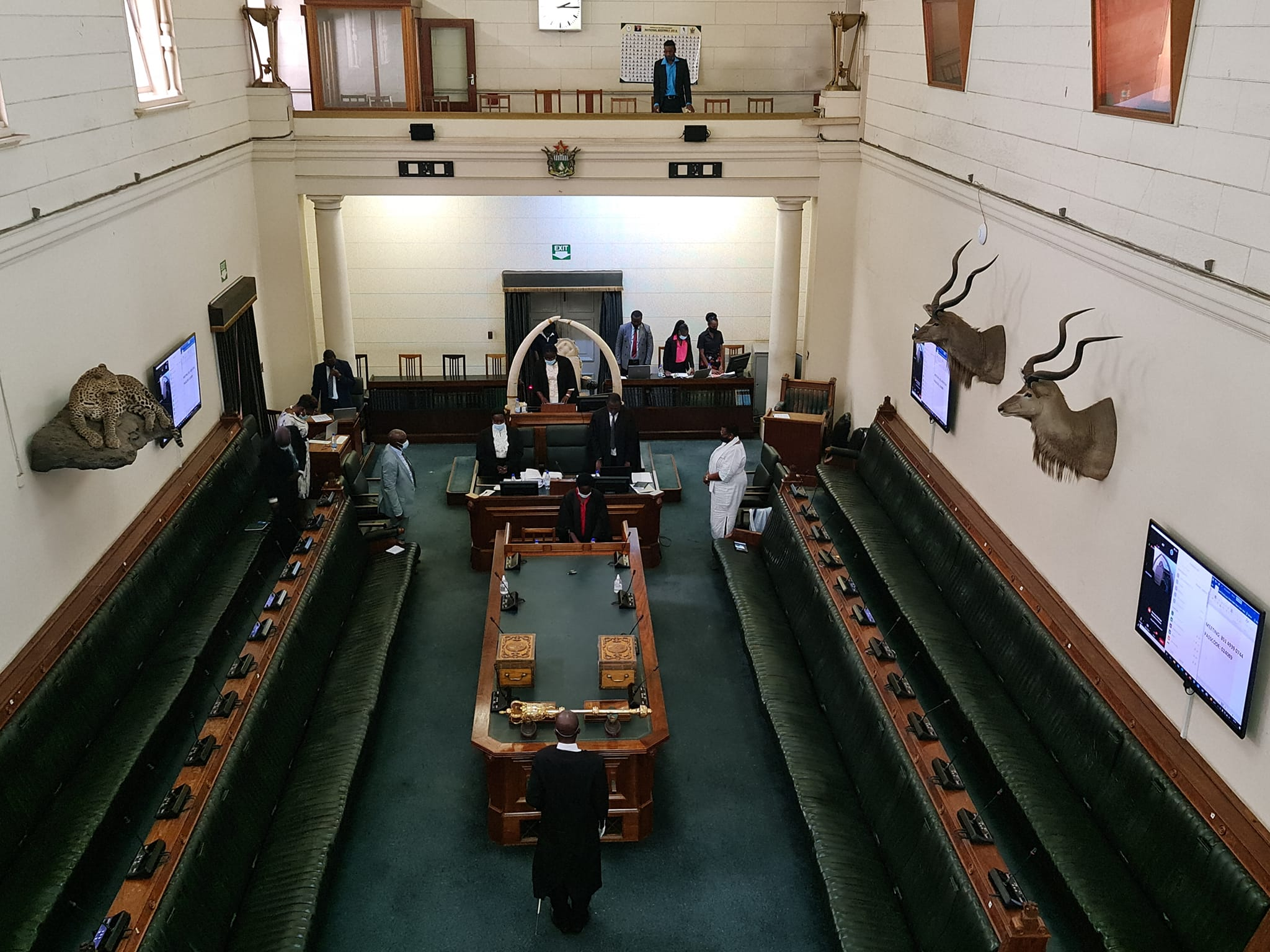
Chambre de l'Assemblée nationale au Parliament House.

L'Assemblée nationale est composée de 280 sièges dont 210 à pourvoir au scrutin uninominal majoritaire à un tour dans autant de circonscriptions. Les 70 sièges restants sont pourvus au scrutin proportionnel plurinominal dans dix circonscriptions correspondant aux provinces du pays, à raison de six sièges réservés aux femmes et un aux jeunes par provinces, soit un total de 60 sièges réservés aux femmes et 10 aux jeunes. Les électeurs effectuent un seul vote, qui compte pour les deux modes de scrutin.

## Historique
En vertu de la Constitution de 1980, 20 des 100 sièges de l'Assemblée étaient réservés à la minorité blanche du pays. Cette disposition a été abolie en 1987.
La sixième législature, formée à la suite des élections du 31 mars 2005, comptait au total 150 membres. 120 membres ont été élus directement au scrutin uninominal majoritaire à un tour dans des circonscriptions. Le président de la République a directement nommé 12 membres supplémentaires et 8 gouverneurs provinciaux qui occupaient des sièges réservés. Les 10 sièges restants étaient occupés par des chefs traditionnels choisis par leurs pairs. Tous les membres ont un mandat de cinq ans. 
Une loi de 2007, qui a pris effet dès les élections de 2008, a augmenté le nombre de sièges à l'Assemblée, de 150 à 210, et en a fait un organe pleinement élu. Les membres nommés et ex officio ont été transférés au Sénat.
Pour les législatures de 2013 et de 2018 uniquement, soixante sièges supplémentaires sont pourvus à des femmes, six issues de chacune des dix provinces du pays, « d'après les votes exprimés en faveur de candidates représentant les partis politiques, proportionnellement à la part globale des voix obtenues par les partis dans le système majoritaire à un tour ».
Depuis septembre 2013, le président de l'Assemblée nationale est Jacob Mudenda.